# Lepiceridae

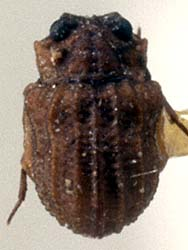
Lepicerus inaequalis, Präparat

Lepiceridae ist eine Familie der Käfer innerhalb der Unterordnung Myxophaga. Die Familie besteht aus nur drei rezenten Arten, die der Gattung Lepicerus zugerechnet werden, eine vierte Art, Haplochelus georissoides, die ursprünglich einer eigenen Familie Haplochelidae zugeordnet wurde, ist fossil bekannt.

## Merkmale
Die Käfer haben eine Körperlänge von 1,5 bis 2 Millimeter und ähneln sich alle in ihrem Aussehen sehr. Ihr kurzer und breiter Körper hat mehr oder weniger parallele Seiten und ist stark sklerotisiert. Die Deckflügel (Elytren) sind stark punktförmig strukturiert und gerillt. Häufig ist der Körper mit Sand bedeckt. Der Kopf ist im Verhältnis zum Körper ziemlich groß. Die sehr kurzen Fühler haben vier bis sieben Glieder, wobei das letzte kegelförmig und an der Spitze abgeschnitten ist. Die Mundwerkzeuge sind fast vollständig vom beweglichen Labrum, den seitlichen Teilen der Stirnplatte (Clypeus) und der großen submentalen Platte verdeckt. Die Mandibeln sind nicht sichtbar, da sie sich vollständig innerhalb der präoralen Kammer befinden. Die Facettenaugen sind sehr groß und treten deutlich hervor. Das Pronotum ist fast doppelt so breit wie lang. Es ist vorne scharfkantig, am hinteren Ende etwas schmäler als vorne und hat seitlich tiefe Einbuchtungen. Mittig ist der Vorderrand erweitert und verdeckt so den hinteren, mittleren Teil der Kopfkapsel. Das Epipleuron der Deckflügel ist dorsoventral gebuchtet. Der Hinterleib hat sechs sichtbare Sternite (II bis VII). Das zweite Sternit hat zwischen den Hüften (Coxen) der hinteren Beine ein breites Mittelteil. Das dritte Sternit ist breiter als die übrigen und trägt eine schräge Furche. Das siebte Sternit trägt mittig einen deutlichen Höcker. Die Deckflügel sind deutlich breiter als das Pronotum und haben gut erkennbare Humeralwinkel. Jeder Deckflügel hat neben den zahlreichen sklerotisierten Tuberkel drei Längsrillen. Die Schienen (Tibien) sind schlank und haben kurze Apikalsporne. Die Tarsen bestehen nur aus einem Glied. Sie haben je eine kurze Klaue.

## Vorkommen und Lebensweise
Sämtliche Arten sind neotropisch verbreitet und kommen von Mexiko bis nach Venezuela und Ecuador vor. Man hat die Käfer in Höhenlagen zwischen 128 und 1427 Meter gefunden. Die fossile Art Haplochelus georissoides ist aus burmesischem Bernstein bekannt. Anders als die meisten übrigen Arten der Myxophaga, die eine hygrophilere Lebensweise haben, findet man die Arten der Lepiceridae von feuchten Flussufern (Lepicerus inaequalis) über trockene Zypressenwälder (Lepicerus bufo) bis in trockene Bananenplantagen (Lepicerus pichilingue). Die meisten Funde sind jedoch aus feuchten Lebensräumen dokumentiert. Dort findet man sie an Fadenalgen, Wasserpflanzen und -gräsern, wie etwa dem Rauen Hornblatt (Ceratophyllum demersum). Sie sind mit semiaquatisch lebenden Käfern wie Georissus minor, Paracymus confusus und Anacaena debilis,  oder Kurzflüglern aus den Gattungen Homaeotersus, Osorius, Diochus, Neobisnius, Xantholinus, Stenus und Coproporus vergesellschaftet.
Es wurden bisher nur wenige Imagines gefunden. Die Larven sämtlicher Arten sind bisher unbekannt, wobei jedoch vermutet wird, dass eine bisher unbeschriebene, gefundene Larve der Familie zugerechnet werden kann.

## Taxonomie und Systematik
Die Familie wurde von Sharp 1882 auf Basis der Gattung Cyathocerus mit dem Namen Cyathoceridae beschrieben, der nicht wusste, dass Motschulsky die Gruppe bereits 1855 unter dem Namen Lepicerus beschrieb. Die Gattung wurde im Laufe der Forschungsgeschichte den Borkenkäfern (Scolytidae) und Georyssidae zugeordnet. Sie steht vermutlich mit den Hydroscaphidae und Torridincolidae in einem Schwesterverhältnis. Folgende Arten sind bisher bekannt:
- Lepicerus bufo
- Lepicerus inaequalis
- Lepicerus pichilingue
- Haplochelus georissoides †

## Belege